# Minamoto no Yoshitomo

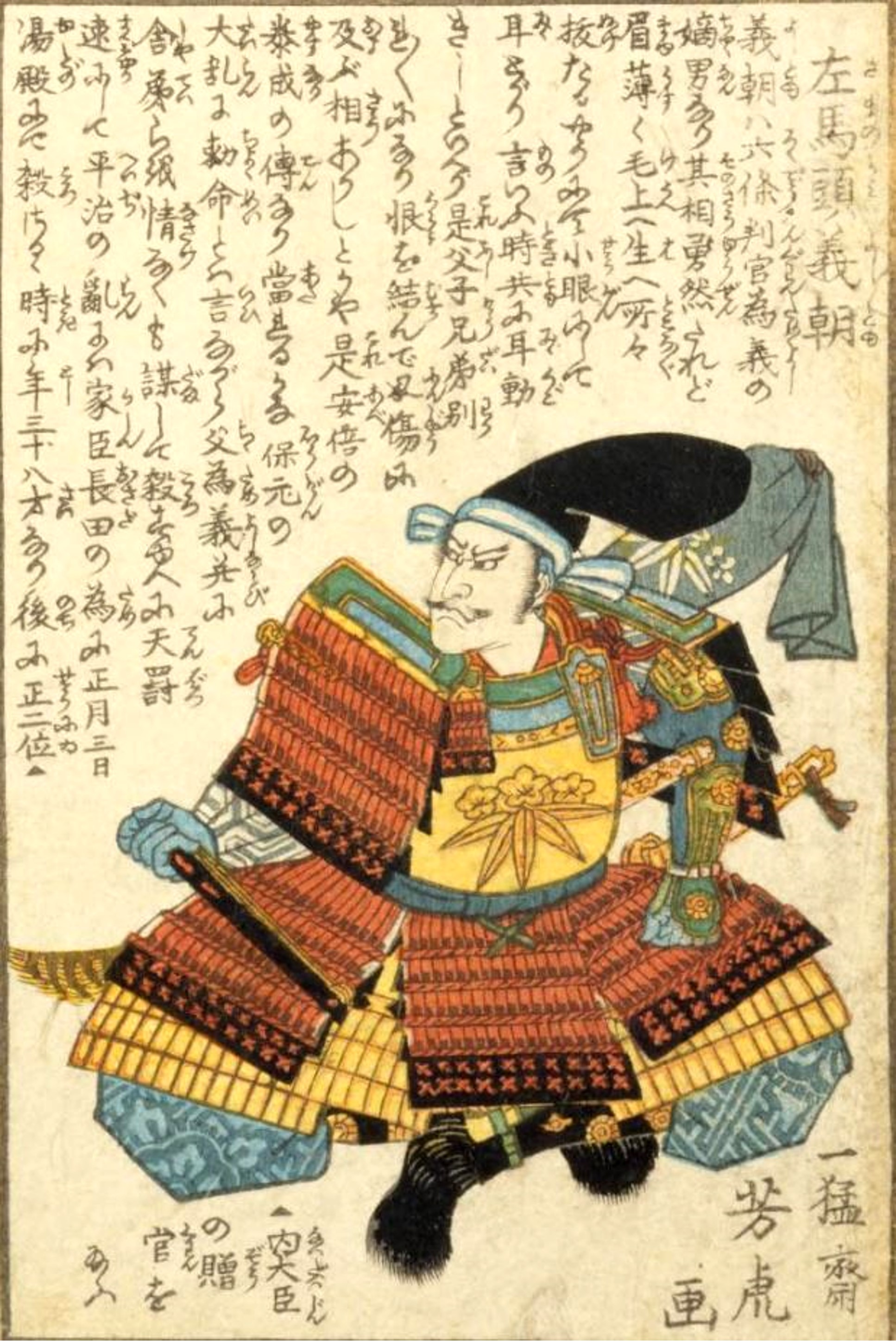
Minamoto no Yoshitomo

Minamoto no Yoshitomo (japanisch 源 義朝; * 1123; † 11. Februar 1160) war ein Oberhaupt der Minamoto und ein Heerführer in der späten Heian-Zeit. Sein Sohn Minamoto no Yoritomo wurde Shogun und gründete das Kamakura-Shogunat, das erste Shogunat in der Geschichte Japans. Er war Sohn des vorherigen Oberhauptes, Minamoto no Tameyoshi.

## Hōgen-Rebellion
Mit Ausbruch der Hōgen-Rebellion im Jahre 1156 wurden sowohl die Minamoto als auch die Taira in den Konflikt hineingezogen. Yoshitomo stellte sich auf die Seite von Taira no Kiyomori, um den Kaiser Go-Shirakawa und Fujiwara no Tadamichi zu unterstützen. Sein Vater, Minamoto no Tameyoshi, damals amtierendes Klanoberhaupt und sein jüngerer Sohn Minamoto no Tametomo stand mit Taira no Tadamasa auf Seiten des zurückgetretenen Kaisers Sutoku und von Fujiwara no Yorinaga.
Nach dem Sieg seiner Seite in der Auseinandersetzung wurde er Oberhaupt der Minamoto und ein politischer Machtfaktor in Kyōto. Trotz seiner Versuche, für seinen Vater Gnade zu erwirken, wurde Tameyoshi hingerichtet. Die Hōgen-Rebellion etablierte die Minamoto mit Yoshitomo als Oberhaupt und die Taira als stärkste politische Rivalen im Lande. Dies war eine der Ursachen, die zur Heiji-Rebellion führten.

## Heiji-Rebellion
Drei Jahre später, im Jahre 1159, stellten Yoshitomo und Fujiwara no Nobuyori den Kaiser Go-Shirakawa unter Hausarrest und töteten seinen einflussreichen Gefolgsmann, den Gelehrten Fujiwara no Michinori in einem Ereignis, das heute als Heiji-Rebellion bekannt ist.
Yoshitomo war wütend über die Bevorzugung der Taira bei Hofe trotz der Opfer, die die Minamoto in der Hōgen-Rebellion gebracht hatten.
Schließlich besiegte Taira no Kiyomori, der den Kaiser Go-Shirakawa unterstützte, Yoshitomo, tötete seine zwei ältesten Söhne und Nobuyori, und befreite Go-Shirakawa.
Yoshitomo gelang zwar die Flucht in die Provinz Owari, wurde dort aber von einem Gefolgsmann verraten und getötet. Seine überlebenden Söhne Yoritomo, Minamoto no Yoshitsune und Minamoto no Noriyori wurden von Kiyomori verschont und ins Exil geschickt.
Es heißt, dass Yoshitomo unbewaffnet während eines Bades in einem Onsen getötet wurde. Sein Grab in der Präfektur Aichi ist von allen Seiten durch hölzerne Schwerter umgeben, da seine letzten Worte der Legende nach waren: „wenn ich nur ein zerbrochenes Bokuto hätte ...“.